# Ennemondo di Lione
Ennemondo o Annemondo (... – 659) fu vescovo di Lione tra il 652 e il 659 circa.
Morì assassinato per ordine di Ebroino e il suo nome è tra quello dei santi celebrati nel Martirologio romano al 28 settembre.

## Biografia
Figlio di Sigone, prefetto di Lione, crebbe alla corte di Dagoberto I. Attorno al 652 fu eletto vescovo di Lione e fu consigliere di Clodoveo II, figlio di Dagoberto.
Vilfrido, poi vescovo di York, fu suo discepolo e ricevette da lui la tonsura.
Dopo la morte di Clodoveo II, durante la reggenza di Batilde, fu fatto assassinare dal maggiordomo di palazzo Ebroino attorno al 659.

## Culto
È venerato come martire e il suo elogio si legge nel Martirologio romano al 28 settembre: